# Hans Ferdinand Geisler
Hans Ferdinand Geisler (Hannover, 19 aprile 1891 – Friburgo in Brisgovia, 25 giugno 1966) è stato un generale tedesco durante la seconda guerra mondiale.

## Carriera militare
Geisler nacque ad Hannover nell'aprile 1891, si unì alla Kaiserliche Marine il 1 aprile 1909. 
Combatté nella Prima guerra Mondiale e si unì alla neonata Luftwaffe nel settembre 1933. Come comandante del Fliegerkorps X dal 2 ottobre 1939 al 31 agosto 1942, sfruttò la sua esperienza da marinaio per specializzarsi nelle
operazioni aeree anti-navigazione. Il 4 maggio 1940 ricevette la Croce di Cavaliere della Croce di Ferro. Si ritirò nell'ottobre 1942 e morì nel giugno 1966 a Friburgo in Brisgovia.